# Feliks Gryglewicz
Feliks Gryglewicz (ur. 21 września 1909 w Korzeszynku, zm. 26 listopada 1991 w Lublinie) – polski ksiądz katolicki, biblista, tłumacz Pisma Świętego z języków oryginalnych.

## Życiorys

### Praca duszpasterska
W 1927 ukończył gimnazjum w Brodnicy i w tym samym roku wstąpił do częstochowskiego Seminarium Duchownego z siedzibą w Krakowie, równocześnie studiując na Wydziale Teologicznym Uniwersytetu Jagiellońskiego. Święcenia kapłańskie przyjął 29 czerwca 1932, w tym samym roku obronił pracę magisterską Teodycea w Psalmach. W latach 1932–1933 studiował w Papieskim Instytucie Biblijnym w Rzymie, jednak przerwał studia ze względów zdrowotnych. Następnie był wikarym w Dzietrzkowicach (1934), Sulmierzycach (1934–1936), Kamieńsku (1936–1938). W latach 1938–1939 był prefektem w szkole powszechnej nr 6 oraz gimnazjum kupieckim w Sosnowcu. W latach 1939–1942 był wikarym w parafiach św. Joachima i św. Barbary w Sosnowcu, w latach 1942–1944 w Kromołowie, w latach 1944–1946 administrował parafią Matki Bożej Szkaplerznej w Sosnowcu. od 1946 do 1950 proboszczem w Niegowonicach. W czasie pracy duszpasterskiej podjął studia doktorskie na Uniwersytecie Jagiellońskim.

### Praca naukowa
W 1949 uzyskał stopień doktora teologii na Uniwersytecie Jagiellońskim, za pracę Pierwsza Księga Machabejska, Wstęp, przekład i komentarz. Od 1950 pracował na Katolickim Uniwersytecie Lubelskim jako adiunkt, następnie zastępca profesora, prowadził zajęcia z nauk pomocniczych biblistyki, równocześnie był dyrektorem Konwiktu Księży Studentów. Od 1956 kierował Katedrą Archeologii i Geografii Biblijnej, od 1957 Katedrą Egzegezy Nowego Testamentu na Wydziale Teologicznym KUL, w 1957 został mianowany docentem. Był jednym z twórców powstałej w 1959 Szkoły Biblijnej KUL, w której kierował Katedrą Egzegezy Nowego Testamentu, a od 1977 Katedrą Egzegezy Pism Narracyjnych Nowego Testamentu. W 1968 został mianowany profesorem nadzwyczajnym (oczekiwał na zatwierdzenie władz PRL od 1961), w 1973 profesorem zwyczajnym. Przeszedł na emeryturę w 1978. W PRL odznaczony Krzyżem Kawalerskim Orderu Odrodzenia Polski.
W 2014 tygodnik „Gość Niedzielny” podał, że ks. Feliks Gryglewicz był od 1977 tajnym współpracownikiem Służby Bezpieczeństwa (TW „Feliks”, „Spokojny”).

### Przekłady i komentarze biblijne
W 1939 ogłosił przekład Ewangelii św. Jana, a w 1947 przekład czterech Ewangelii i Dziejów Apostolskich z języka greckiego. W latach 1966–1970 był przewodniczącym Komisji Wydawniczej Encyklopedii katolickiej, do 1980 był redaktorem działu Nowego Testamentu Encyklopedii, od 1970 do 1979 był redaktorem naczelnym serii komentarzy biblijnych KUL do Nowego Testamentu (jako następca ks. Eugeniusza Dąbrowskiego). Dla tej serii przygotował także komentarze do Ewangelii św. Łukasza (1974) i Listów Katolickich (1959), dla równoległej serii komentarzy do Starego Testamentu przygotował komentarz do 1 i 2 Księgi Machabejskiej (1961). Dla Biblii Tysiąclecia przetłumaczył 1 i 2 Księgę Machabejską, 1 i 2 List św. Piotra oraz List św. Judy. Był także redaktorem Wstępu do Nowego Testamentu (1969), a także członkiem redakcji „Ruchu Biblijnego i Liturgicznego” (od 1958).

## Książki
- Niewolnicy w Nowym Testamencie (1961)
- Archeologiczne odkrycia w egzegezie Nowego Testamentu (1962)
- Za kogo mnie uważacie?: Chrystus w oczach swoich współczesnych (1966)
- Chleb, wino i Eucharystia w symbolice Nowego Testamentu (1968)
- Duchowy charakter Ewangelii św. Jana (1969)
- Teologia hymnów Łukaszowej Ewangelii dzieciństwa (1975)
- Słowo Ciałem się stało. Pochodzenie Jezusa Chrystusa w Nowym Testamencie (1976)
- Błogosławiona przez wszystkie narody Matka Boża w Nowym Testamencie (1984)
- Życie chrześcijańskie w ujęciu św. Jana Ewangelisty (1984)
- Teologia Nowego Testamentu. Tom III. Teologia Dziejów Apostolskich, Listów katolickich i pism św. Jana Ewangelisty (1986)
- Jezusowe przemówienia w czwartej Ewangelii (1986)